# Viktor Ivanov (roer)
Viktor Nikolajevitj Ivanov (på russisk: Виктор Николаевич Иванов) (født 21. september 1930 i Moskva, død 14. august 2003) var en russisk roer.

## Rokarriere
Ivanov roede for Khimik i Moskva. Sammen med Igor Buldakov vandt han EM-guld for Sovjetunionen i toer uden styrmand i 1953, -sølv i 1954 og igen guld i 1955 og 1956. De havde desuden vundet Henley Royal Regatta i 1954 og 1955 (som svarede til VM på det tidspunkt), og de var derfor storfavoritter ved OL 1956 i Melbourne. Buldakov og Ivanov blev dog kun nummer to i indledende heat efter amerikanerne James Fifer og Duvall Hecht, men gik dog videre til semifinalen, som de til gengæld vandt. I finalen var amerikanerne igen stærkest og vandt guld, mens Buldakov og Ivanov fik sølv og Josef Kloimstein og Alfred Sageder fra Østrig bronze. Efter at have fået sin medalje var Ivanov så uheldig, at han tabte den i søen, hvor der blev roet. Han dykkede ned for at søge at finde den; det samme gjorde flere skoleelever, men uden held. En af eleverne vendte dog senere tilbage og fandt nu medaljen, som blev overdraget til Ivanov på det lokale rådhus. Ivanov gav eleven en æske medaljer som tak for hjælpen.

## OL-medaljer
- 1956:  Sølv i toer uden styrmand